# Valkiajärvi (sjö i Nyslott, Södra Savolax, 61,76 N, 28,66 Ö)
Valkiajärvi är en sjö i kommunen Nyslott i landskapet Södra Savolax i Finland. Arean är 41 hektar och strandlinjen är 4,35 kilometer lång. Sjön  ingår i Vuoksens huvudavrinningsområde.   Den ligger omkring 73 kilometer öster om S:t Michel och omkring 270 kilometer nordöst om Helsingfors. 